# Литературная премия имени В. А. Жуковского
Литературная премия имени В. А. Жуковского — крупная российская литературная премия, вручаемая компетентным жюри российским переводчикам за выдающиеся успехи в области литературного перевода с немецкого языка на русский.
Премия была учреждена в 1996 году Союзом немецкой экономики в РФ в сотрудничестве с редакцией журнала «Иностранная литература» при поддержке Института имени Гёте и отдела культуры при Посольстве Германии в России. Премия названа в честь известного российского поэта и переводчика Василия Андреевича Жуковского и вручается российскому переводчику, внесшему наиболее значимый вклад в налаживание культурных связей между Россией и Германией в области литературы. С 2004 года учреждена также дополнительная премия для лучшего молодого переводчика. Размер премии в 2006 году составил 3000 и 1000 евро соответственно.
Церемония вручения премии проходит каждые два года в Москве.

## Лауреаты
- Премия лучшему переводчику
  - 1998 — Соня Фридлянд (за перевод романа Гюнтера Грасса «Жестяной барабан»)
  - 2000 — Соломон Апт (за перевод произведений Бертольда Брехта, Франца Кафки, Гюнтера Грасса)
  - 2002 — Михаил Рудницкий (за перевод произведений Райнера Марии Рильке, Эриха Марии Ремарка, Генриха Бёлля, Кристы Вольф, Бертольда Брехта)
  - 2004 — Нина Фёдорова (за перевод произведений Германа Гессе, Фридриха Дюрренматта, Э. Т. А. Гофмана, а также целого ряда современных немецких писателей)
  - 2006 — Борис Хлебников (за перевод произведений Германа Гессе, Генриха Бёлля, Гюнтера Грасса)
  - 2008 — Элла Венгерова (за многолетнюю творческую деятельность в сфере художественного перевода с немецкого языка на русский, в том числе за перевод произведений Патрика Зюскинда, Петера Хакса и Петера Майвальда)
  - 2010 — Елена Терешенок (за перевод романа Уве Тимма «Красный цвет»)
- Премия лучшему молодому переводчику
  - 2004 — Елизавета Соколова (за перевод произведений современной немецкой поэзии, а также короткой прозы ряда авторов, в том числе Томаса Манна)
  - 2006 — Анна Шибарова (за перевод произведений современной немецкой прозы, в том числе романа Вольфганга Хильбига «Временное пристанище» и детской сказки Макса Крузе «Урмель, который приплыл на льдине»)
  - 2008 — Святослав Городецкий (за перевод произведений современной немецкой прозы и поэзии, в том числе произведений Петера Штамма[англ.] «Не сегодня — завтра» и Баса Бёттхера «Позиционирование 20-летнего поэта»)